# Nombre de van der Waerden
Le théorème de van der Waerden dit que pour tous les entiers naturels {\displaystyle r} et {\displaystyle k}, il existe un entier naturel {\displaystyle N(r,k)} tel que si l'on colorie les entiers  {\displaystyle 1,2,\ldots ,N(r,k)} en  {\displaystyle r} couleurs, il existe une progression arithmétique de longueur {\displaystyle k} dans {\displaystyle 1,2,\ldots ,N(r,k)} dont les éléments ont tous la même couleur.
Les nombres de van der Waerden sont les plus petits des nombres {\displaystyle N(r,k)} pour lesquels ces progressions arithmétiques existent. On les note {\displaystyle W(r,k)}. 

## Table des nombres de van der Waerden
Peu de valeurs sont connues. Les nombres {\displaystyle W(2,k)} sont la suite A005346 de l'OEIS. Voici une table plus complète de valeurs exactes, :
| r\k        | 3     | 4      | 5       | 6        | 7        |
| ---------- | ----- | ------ | ------- | -------- | -------- |
| 2 couleurs | 9     | 35     | 178     | 1132     | > 3703   |
| 3 couleurs | 27    | 293    | > 2173  | > 11191  | > 43855  |
| 4 couleurs | 76    | > 1048 | > 17705 | > 91331  | > 393469 |
| 5 couleurs | > 170 | > 2254 | > 98740 | > 540025 |          |
Un majorant est donné par Timothy Gowers en 2001, à savoir : 
{\displaystyle W(r,k)\leq 2^{2^{r^{2^{2^{k+9}}}}}}
en relation avec une démonstration du théorème de Szemerédi. De plus, on a 
{\displaystyle W(2,k)>2^{k}/k^{\varepsilon }\,}
pour tout {\displaystyle \varepsilon } et pour {\displaystyle k} assez grand.
Pour les nombres {\displaystyle W(2,k)}, donc pour deux couleurs, et des  nombres premiers {\displaystyle p} on a 
{\displaystyle W(2,p+1)>p\cdot 2^{p}.}

## Certificats
Un certificat pour la valeur {\displaystyle W(r,k)} est une suite sur r couleurs qui ne possède pas de progression arithmétique de longueur k. Par exemple, la suite RVB
est un certificat pour {\displaystyle W(3,2)}. La longueur d'un certificat est un minorant strict de {\displaystyle W(r,k)} : si une certificat pour la valeur {\displaystyle W(r,k)} a longueur {\displaystyle n}, alors  {\displaystyle W(r,k)>n}. L'article de P. Herwig, M. J. H. Heule, M. van Lambalgen et H. van Maaren décrit l'usage de divers logiciels pour construire des certificats.

## Articles liés
- Théorie de Ramsey